# Oligarrheneae
Oligarrheneae, tribus  vrjesovki, dio potporodice Epacridoideae. Opisan je 2002. godine. Pripada mu 3 roda sa nekoliko vrsta, svi su iz Australije.

## Rodovi
1. Dielsiodoxa Albr.
2. Needhamiella L.Watson
3. Oligarrhena R.Br.